# Paeonia veitchii
Paeonia veitchii är en pionväxtart som beskrevs av Richard Irwin Lynch. Paeonia veitchii ingår i släktet pioner, och familjen pionväxter.

## Underarter
Arten delas in i följande underarter:
- P. v. leiocarpa
- P. v. uniflora
- P. v. woodwardii